# Gobierno de Ferdinand Marcos Jr.

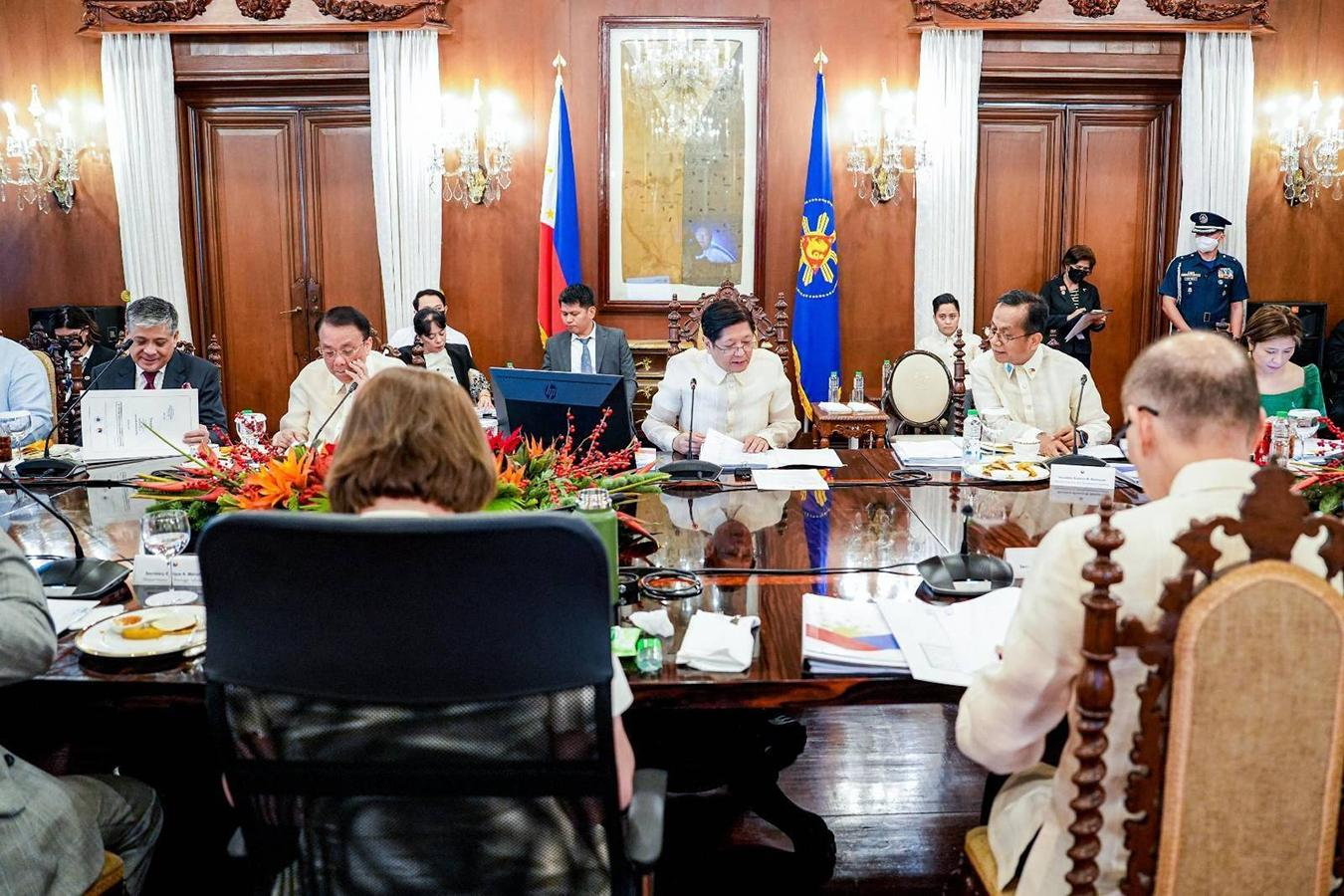
Bongbong Marcos en un Consejo de Ministros.

El gobierno de Ferdinand Marcos Jr. es el gobierno actual de Filipinas desde el 30 de junio de 2022. A la cabeza del gobierno está el presidente Ferdinand Marcos Jr.

## Composición
| Partido Político                                                 | Partido Político |                                            | Partido Federal de Filipinas     | Partido Federal de Filipinas |
| Partido Político                                                 | Partido Político | Lakas Kampi Christian-Muslim Democrats     |                                  |                              |
| Partido Político                                                 | Partido Político | Independiente                              |                                  |                              |
| Partido Político                                                 | Partido Político | Partido de la Unidad Nacional              |                                  |                              |
| Partido Político                                                 | Partido Político | Partido Nacionalista                       |                                  |                              |
| Partido Político                                                 | Partido Político | Abono                                      |                                  |                              |
| Partido Político                                                 | Partido Político | Partido Democrático Filipino-Poder Popular |                                  |                              |
| Oficina                                                          | Retrato          | Nombre                                     | Nombre                           | Nombre                       |
| Presidente                                                       |                  |                                            |                                  |                              |
| Presidente                                                       |                  |                                            | Bongbong Marcos                  | [ 1 ]                        |
| Vicepresidenta                                                   |                  |                                            |                                  |                              |
| Vicepresidente                                                   |                  |                                            | Sara Duterte-Carpio              | [ 1 ]                        |
| Secretarios                                                      |                  |                                            |                                  |                              |
| Secretario de Relaciones Exteriores                              |                  |                                            | Enrique Manalo                   | [ 1 ]                        |
| Secretario Ejecutivo                                             |                  | Lucas Bersamin                             | [ 1 ]                            |                              |
| Secretario de Finanzas                                           |                  | Benjamin Diokno                            | [ 1 ]                            |                              |
| Secretario de Justicia                                           |                  |                                            | Jesus Crispin Remulla            | [ 1 ]                        |
| Secretario de Agricultura                                        |                  |                                            | Bongbong Marcos                  | [ 1 ]                        |
| Secretario de Obras Públicas y Carreteras                        |                  |                                            | Manuel Bonoan                    | [ 1 ]                        |
| Secretaria de Educación                                          |                  |                                            | Sara Z. Duterte-Carpio           | [ 1 ]                        |
| Secretario de Trabajo y Empleo                                   |                  |                                            | Bienvenido Laguesma              | [ 1 ]                        |
| Secretario de la Defensa Nacional                                |                  | Jose Faustino Jr.                          | [ 1 ]                            |                              |
| Secretaria de Salud                                              |                  | Maria Rosario Vergeire                     | [ 1 ]                            |                              |
| Secretario de Comercio e Industria                               |                  | Alfredo E. Pascual                         | [ 1 ]                            |                              |
| Secretaria de Trabajadores Migratorios                           |                  |                                            | Susan Ople                       | [ 1 ]                        |
| Secretario de Asentamientos Humanos y Desarrollo Urbano          |                  |                                            | Jose Acuzar                      | [ 1 ]                        |
| Secretario de Bienestar Social y Desarrollo                      |                  | Erwin Tulfo                                | [ 1 ]                            |                              |
| Secretario de Reforma Agraria                                    |                  |                                            | Conrado Estrella III             | [ 1 ]                        |
| Secretaria de Medio Ambiente y Recursos Naturales                |                  |                                            | Toni Yulo-Loyzaga                | [ 1 ]                        |
| Secretario de Interior y Gobierno Local                          |                  |                                            | Benjamin Abalos Jr.              | [ 1 ]                        |
| Secretaria de Turismo                                            |                  |                                            | Maria Esperanza Christina Frasco | [ 1 ]                        |
| Secretario de Transporte                                         |                  |                                            | Jaime Bautista                   | [ 1 ]                        |
| Secretario de Ciencia y Tecnología                               |                  | Renato Solidum Jr.                         | [ 1 ]                            |                              |
| Secretaria de Presupuesto y Gestión                              |                  | Amenah Pangandaman                         | [ 1 ]                            |                              |
| Secretario de Energía                                            |                  | Raphael Lotilla                            | [ 1 ]                            |                              |
| Secretario de Tecnologías de la Información y las Comunicaciones |                  | Ivan John Enrile Uy                        | [ 1 ]                            |                              |